# Ганнівка-Вирівська
Га́ннівка-Вирі́вська — село в Україні, у Білопільській міській громаді Сумського району Сумської області. Населення становить 680 осіб. До 2020 орган місцевого самоврядування — Ганнівсько-Вирівська сільська рада.

## Географія
Село Ганнівка-Вирівська розташована між річками Локня, Куянівка та Вир (5-7 км). На відстані 2 км розташовані села Котенки та Смоляниківка.
У селі бере початок річка Локняняка, ліва притока Виру.
Поруч пролягає автомобільний шлях Т 1906.

## Історія
- Село засноване в середині XIX ст.
- Станом на 1914 рік село відносилось до Вирівської волості Сумського повіту Харківської губернії, кількість мешканців становила 1702 особи[1].
- Село постраждало внаслідок геноциду українського народу, проведеного урядом СРСР 1923—1933 — зокрема, вимер увесь хутірець біля села, та 1946–1947 роках[2].
- 12 червня 2020 року, відповідно до розпорядження Кабінету Міністрів України № 723-р «Про визначення адміністративних центрів та затвердження територій територіальних громад Сумської області», село увійшло до складу Білопільської міської громади[3].
- 19 липня 2020 року, в результаті адміністративно-територіальної реформи та ліквідації Білопільського району, село увійшло до складу новоутвореного Сумського району[4].

## Населення
Згідно з переписом УРСР 1989 року чисельність наявного населення села становила 626 осіб, з яких 284 чоловіки та 342 жінки.
За переписом населення України 2001 року в селі мешкало 677 осіб.

### Мова
Розподіл населення за рідною мовою за даними перепису 2001 року:
| Мова       | Відсоток |
| ---------- | -------- |
| українська | 97,06 %  |
| російська  | 2,65 %   |
| вірменська | 0,15 %   |
| молдовська | 0,15 %   |

### Уродженці
- Прядка Олександр Вячеславович (1991—2022) — військовослужбовець Збройних Сил України, учасник російсько-української війни, загинув під час російського вторгнення в Україну 2022 року.

## Економіка
- Молочно-товарна та свино-товарна ферми.
- «Колос», приватна агрофірма.

## Соціальна сфера
- Школа.

## Уродженці села
- Гладенко Іван Микитович, український лікар-ветеринар (1915—1991).
- Борисенко Михайло Петрович, майор Радянської армії, Герой Радянського Союзу (1909—1979)